# John McEnroe

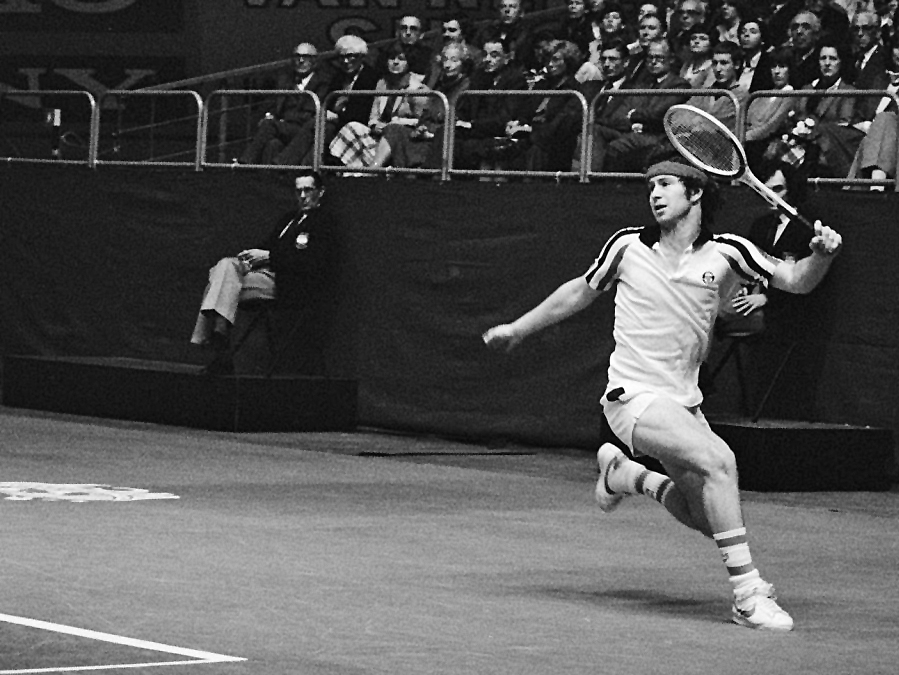
McEnroe in 1979

John Patrick McEnroe (Wiesbaden, 16 februari 1959) is een Amerikaans tennisser en meervoudig grandslamwinnaar. Tussen 1981 en 1984 stond hij bovenaan de lijst van toptennissers. Zijn bijnamen luiden Big Mac en Superbrat.

## Carrière
McEnroe wordt gerekend tot de grote Amerikaanse tennisspelers: hij won onder meer zeven grandslamtitels en was begin jaren 80 nummer 1 op de ATP-lijst. Zijn techniek verhief hij tot een kunst: hij sloeg niet zo hard als sommige van zijn concurrenten, maar wist de bal sneller te nemen dan zijn tegenstander. Hij wachtte de aanval zelden af en beschikte over een goede volley.
Naast zijn technisch kunnen zal hij vooral herinnerd worden om zijn wispelturigheid. Hij kon het moeilijk hebben als lijnrechters en scheidsrechters in zijn ogen verkeerde beslissingen namen en kreeg soms woedeaanvallen. Deze uitbarstingen hielpen hem kennelijk bij zijn concentratie op het spel ofwel imponeerde hij er zijn tegenstander mee, want in tegenstelling tot de meeste andere proftennissers bleek McEnroe na zo'n uitval beter te spelen.
McEnroe drong in 1977 via het kwalificatietoernooi door tot de halve finale op Wimbledon, waar hij verloor van Jimmy Connors. In 1980 drong hij door tot de finale door diezelfde Jimmy Connors nu in de halve finale te verslaan. Tijdens deze wedstrijd gedroeg hij zich zo slecht dat hij uitgefloten werd door het Engelse publiek toen hij het centre court opkwam voor de finale tegen Björn Borg. Die wedstrijd werd door Borg gewonnen. Het jaar daarop, in 1981, volgde de revanche voor McEnroe. Hij wist Borg zowel in de Wimbledon-finale als in de eindstrijd van de US Open te verslaan. Voor Borg was dit reden genoeg om op 26-jarige leeftijd zijn racket aan de wilgen te hangen.
In 1984 speelde McEnroe zijn beste tennis en was hij een jaar lang onverslaanbaar. Tijdens de finale op Wimbledon gaf hij oud-kampioen Connors tennisles. Enige smet op dat seizoen was de finale op Roland Garros, waar hij in gewonnen positie stond tegen Ivan Lendl, maar uiteindelijk toch in vijf sets verloor, waardoor de Tsjech zijn eerste grandslamtitel won.
Na het topjaar 1984 ging het bergafwaarts met McEnroe. Gebrek aan motivatie en opkomst van het power-tennis leidden ertoe dat hij het tennis een tijd vaarwel zegde. Hij keerde weer terug, maar bereikte nooit meer zijn oude niveau. Hij speelde nog vele briljante partijen, stond in 1992 in de halve finale op Wimbledon, waar hij verloor van latere winnaar Andre Agassi en won hetzelfde jaar samen met Michael Stich de titel in het heren dubbelspel. Hij won echter geen grandslamtitels meer in het enkelspel en bereikte ook de nummer 1-plaats op de wereldranglijst niet meer.
In het seniorencircuit, de ATP Tour of Champions, is hij vanwege zijn spectaculaire tennis en flamboyante gedrag nog steeds een populaire speler en een geduchte tegenstander.
John McEnroe behaalde in zijn carrière 77 overwinningen in het enkelspel en 77 overwinningen in de heren-dubbelcategorie. De meeste (50) van die dubbeltoernooien won hij met zijn Amerikaanse partner Peter Fleming, waaronder vier Wimbledon-titels en drie US Open-titels.
McEnroe staat zoals eerder vermeld vooral bekend om zijn temperament en hij wordt gezien als degene die de catchphrase "You cannot be serious" introduceerde. Hij werkt als televisiepresentator en levert commentaar bij tenniswedstrijden voor de BBC.

### Comeback
McEnroe maakte zijn rentree op de ATP-toernooien in 2006.
Samen met de Zweed Jonas Björkman won hij het dubbelspel van het ATP-toernooi van San José. Met 47 jaar en 3 dagen was hij de oudste speler in dertig jaar die een toernooi op het hoogste niveau won in het enkel- of dubbelspel. Met deze overwinning kwam hij gelijk te staan met Tom Okker qua aantal dubbelspeltitels (78). In oplopende volgorde hebben Todd Woodbridge, Daniel Nestor, Bob Bryan en Mike Bryan meer dubbeltitels gewonnen.
In zijn tweede en laatste toernooi na zijn terugkeer, het toernooi van Stockholm, verloren McEnroe en Björkman in de kwartfinales.

## Grandslamresultaten
McEnroe won in zijn carrière zeven grandslamtitels in het heren enkelspel:
- US Open: 1979, 1980, 1981, 1984
- Wimbledon: 1981, 1983, 1984

## Prestatietabel
| Legenda | Legenda                          |
| ------- | -------------------------------- |
| g.t.    | geen toernooi gehouden           |
| l.c.    | lagere categorie                 |
| –       | niet deelgenomen                 |
| G       | uitgeschakeld in de groepsfase   |
| 1R      | uitgeschakeld in de eerste ronde |
| 2R      | uitgeschakeld in de tweede ronde |
| 3R      | uitgeschakeld in de derde ronde  |
| 4R      | uitgeschakeld in de vierde ronde |
| KF      | uitgeschakeld in de kwartfinale  |
| HF      | uitgeschakeld in de halve finale |
| F       | de finale verloren               |
| W       | het toernooi gewonnen            |
| w-v     | winst/verlies-balans             |

### Prestatietabel grand slam, enkelspel
| Grandslamtoernooien |       |    |    |    |    |    |    |   |    |      |    |    |    |    |    |    |        |       |
| Australian Open     | – & - | –  | –  | –  | –  | –  | HF | – | KF | g.t. | –  | –  | KF | 4R | –  | KF | 0 / 5  | 18-5  |
| Roland Garros       | 2R    | –  | –  | 3R | KF | –  | KF | F | HF | –    | 1R | 4R | –  | –  | 1R | 1R | 0 / 10 | 25-10 |
| Wimbledon           | HF    | 1R | 4R | F  | W  | F  | W  | W | KF | –    | –  | 2R | HF | 1R | 4R | HF | 3 / 14 | 59-11 |
| US Open             | 4R    | HF | W  | W  | W  | HF | 4R | W | F  | 1R   | KF | 2R | 2R | HF | 3R | 4R | 4 / 16 | 66-12 |
| Masters             |       |    |    |    |    |    |    |   |    |      |    |    |    |    |    |    |        |       |
| Masters             | –     | W  | HF | G  | HF | F  | W  | W | 1R | –    | –  | –  | HF | –  | –  | –  | 3 / 9  | 19-11 |

### Prestatietabel grand slam, dubbelspel
| Toernooi        | 1974 | 1975 | 1976 | 1977  | 1978 | 1979 | 1980 | 1981 | 1982 | 1983 | 1984 | 1985 | 1986 | 1987 | 1988 | 1989 | 1990 | 1991 | 1992 |
| --------------- | ---- | ---- | ---- | ----- | ---- | ---- | ---- | ---- | ---- | ---- | ---- | ---- | ---- | ---- | ---- | ---- | ---- | ---- | ---- |
| Australian Open | –    | –    | –    | – & - | –    | –    | –    | –    | –    | 3R   | –    | –    | –    | –    | –    | HF   | –    | –    | –    |
| Roland Garros   | –    | –    | –    | 2R    | –    | –    | –    | –    | –    | –    | –    | –    | –    | –    | –    | –    | –    | –    | KF   |
| Wimbledon       | –    | –    | –    | –     | F    | W    | HF   | W    | F    | W    | W    | HF   | –    | –    | –    | 3R   | –    | 2R   | W    |
| US Open         | 1R   | 2R   | 1R   | 2R    | KF   | W    | F    | W    | KF   | W    | HF   | –    | –    | –    | –    | W    | 1R   | 3R   | HF   |
| Masters         |      |      |      |       |      |      |      |      |      |      |      |      |      |      |      |      |      |      |      |
| Masters         | –    | –    | –    | –     | W    | W    | W    | W    | W    | W    | W    | –    | –    | –    | –    | –    | –    | –    | –    |